# Igor Picușceac
Igor Picusceac (Tiraspol, 27 de março de 1983) é um futebolista moldávio. Defende o Fotbal Club Sheriff.